# Tamás Meszerics
Tamás Meszerics (* 4. prosinec 1964, Győr) je maďarský historik, politik, politolog a v letech 2014 až 2019 poslanec Evropského parlamentu za zelené hnutí Politika může být jiná (LMP) v EP člen skupiny Zelení – Evropská svobodná aliance (Greens – EFA).

## Politická kariéra
V průběhu pádu komunismu v Maďarsku vstoupil do liberálního Svazu svobodných demokratů (SZDSZ), odkud ale v roce 1995 vystoupil. Roku 2009 se stal spoluzakladatelem zeleného hnutí Politika může být jiná (LMP). V eurovolbách 2009 za nekandidoval. Ve volbách do Evropského parlamentu na jaře 2014 byl lídrem kandidátky hnutí LMP, které tehdy získalo 5,01% hlasů a tím mandát jednoho europoslance, který obsadil právě Tamás Meszerics. v EP je členem Výboru pro zahraniční věci a Delegace ve Výboru pro parlamentní spolupráci EU-Rusko.

## Publikace
- Italy's Entry into the First World War and the Hungarian Press (könyvfejezet, 1995)
- A „magyar kérdés” Londonban. Nagy Ferenc 1957-es kísérlete (1996)
- Stratégiai viselkedés és bizottsági döntés (1997)
- Az ultimátumjáték elemzéséhez (társszerző, 2003)
- Szervezti rend, preferenciaösszegzés és külpolitikai döntés: történelmi esettanulmány (könyvfejezet, 2003)
- Domestic Sources of Hungarian Foreign Policy: Causes of Continuity (könyvfejezet, 2004)
- Independence Before All Else: Hungarian Anti-Communist Resistance in the East EuropeanContext, 1945-1956 (2007)
- Undermine, or Bring them Over: SOE and OSS Plans for Hungary in 1943 (2008)
- Pseudo-Wisdom and Intelligence Failures (társszerző, 2010)